# Immoble al carrer Còdols, 7
L'Immoble al carrer Còdols, 7 és una obra de Breda (Selva) protegida com a Bé Cultural d'Interès Local.

## Descripció
Edificació de planta baixa més un pis amb la coberta a dues aigües de teula àrab amb el carener paral·lel a la façana principal. Les obertures de la façana han estat molt modificades; només es conserva el balcó de la planta pis. La façana està arrebossada i pintada.